# Jōdo-ji (Matsuyama)
Pour les articles homonymes, voir Jōdo-ji.
Jōdo-ji (浄土寺) est un temple bouddhiste Shingon situé à Matsuyama, préfecture d'Ehime au Japon. Il est le quarante-neuvième des quatre-vingt-huit temples du pèlerinage de Shikoku.

## Histoire
Kūya a séjourné trois ans à Jōdo-ji qui aurait été fondé par Gyōki. Détruit par le feu lors de combats en 1416, le temple est reconstruit par le clan Kōno,. Des graffitis du XVIe siècle indiquent qu'à l'époque les prêtres Tendai et des membres de la paysannerie avaient rejoint les rangs des pèlerins.
En 2015, le Jōdo-ji est désigné Japan Heritage avec les 87 autres temples du pèlerinage de Shikoku.

## Bâtiments
- Hon-dō (1482), bien culturel important du Japon[2],[4],[5].

## Trésors
- Statue en bois de Kūya psalmodiant (木造空也上人立像?) (époque de Kamakura) (ICP)[6],[7].